# Зымбрень
Зымбрень (рум. Zîmbreni) — село в Яловенском районе Молдавии. Является административным центром коммуны Зымбрень, включающей также село Гаурены. В советский период село входило в состав Котовского, Новоаненского, Кутузовского районов, по-русски называлось сначала Зембрены, позднее Зымбряны.

## География
Село расположено на высоте 67 метров над уровнем моря.
У села протекает река Ботна.

## Население
По данным переписи населения 2004 года, в селе Зымбрень проживает 2171 человек (1043 мужчины, 1128 женщин).
Этнический состав села:
| Национальность | Число жителей | Процентный состав |
| -------------- | ------------- | ----------------- |
| молдаване      | 2145          | 98.8              |
| румыны         | 15            | 0.69              |
| украинцы       | 5             | 0.23              |
| русские        | 4             | 0.18              |
| гагаузы        | 1             | 0.05              |
| прочие         | 1             | 0.05              |
| Всего          | 2171          | 100%              |